# 호세 에레라
호세 에레라(스페인어: José Herrera, 1972년 8월 30일 ~ )는 전 SK 와이번스, 롯데 자이언츠 소속 야구선수다.

## 미국 프로야구 시절
1991년 토론토 블루제이스에 입단하여 선수생활을 시작했다. 1995년 오클랜드 소속으로 메이저리그에 데뷔했으며, 1996년에는 메이저리그에서 주전 자리까지 꿰찼다. 그러나 이후 줄곧 트리플A 리그에 머물렀다. 다만 마이너리그에서는 거의 항상 주전급 멤버로 활약했다.

## SK 와이번스 시절
2001년 SK 와이번스에서 1번(3번) 타자 겸 주전 중견수로 뛰며 타율 0.340 (3위), 15홈런 15도루를 기록했다.

## 롯데 자이언츠 시절
제로니모 베로아의 대체 선수로 영입되었다. 주전 우익수로 뛰며 작년에 이어 2년 연속 3할 타율을 기록했으나 수비에서 문제를 드러낸 데다 득점권 찬스 약세 탓인지 시즌 후 재계약에 실패했다.

## 이후
독립리그에서 뛰다가 2005년 볼티모어 오리올스에 5년만에 돌아왔으나 더블A 리그에서 5경기만 소화하고 팀을 떠나 다시 독립리그로 돌아가 2011년 은퇴했다.

## 같이 보기
- 2001년 SK 와이번스 시즌
- 2002년 롯데 자이언츠 시즌